# Besson MB-411
Il Besson MB-411 Pétrel era un idro-ricognitore biposto a galleggiante centrale, realizzato in piccola serie dall'azienda aeronautica francese Société de construction aéronautiques et navales Marcel Besson negli anni trenta.
Progettato per essere utilizzato sul sommergibile portaerei Surcouf si tratta di uno dei pochi casi di un velivolo appositamente studiato per essere fornito come equipaggiamento su un sottomarino e da esso trasportato in un apposito hangar pressurizzato realizzato nello scafo.

## Impiego operativo
Il primo MB-411 venne assegnato al Surcouf che lo equipaggiò dal settembre 1935 fino al suo naufragio a causa di una collisione subito al largo delle Indie Occidentali, nel febbraio 1942.
Il secondo esemplare venne invece assegnato all'Aeronavale Escadrille 7-S-4 basata a Saint-Mandrier-sur-Mer.

## Descrizione tecnica
L'MB-411 era un velivolo di aspetto compatto, necessario per lo stoccaggio, smontato, nello stretto hangar pressurizzato a cui era destinato.
La fusoliera, caratterizzata da una sezione quadrata, era realizzata in legno tranne nella parte anteriore dove era posizionata l'unità motrice e presentava sulla sua parte superiore i due abitacoli aperti protetti da un piccolo parabrezza, l'anteriore destinato al pilota ed il posteriore all'osservatore. Dietro agli abitacoli era posto un piccolo generatore anemometrico che aveva la funzione di alimentare la strumentazione di bordo.
Posteriormente terminava in un impennaggio cruciforme caratterizzato da una grande deriva che si estendeva soprattutto inferiormente, integrata da due piani orizzontali incernierati e controventati, dotati anch'essi di due piccole derive superiori, che, quando il velivolo era stivato, erano appoggiati alla deriva.
L'ala, a pianta rettangolare, era montata bassa, anch'essa realizzata in legno e completamente staccabile in due semiali per consentirne lo stivaggio. La semiala sinistra integrava alla sua estremità il tubo di Pitot. Inferiormente era collegata ai galleggianti equilibratori tramite una struttura tubolare e, tramite due montanti trasversali, al grande galleggiante centrale posto sotto alla fusoliera collegato alla stessa anch'esso da un castello tubolare integrato da tiranti in filo d'acciaio.
La propulsione era affidata ad un Salmson 9N posizionato sul muso, un motore radiale 9 cilindri posizionati su una singola stella raffreddato ad aria, racchiuso in una cappottatura bugnata ed abbinato ad un'elica bipala.

## Varianti
MB-410
prototipo originale.
MB-411 Pétrel
sviluppo della versione MB-410.

## Utilizzatori
Francia
- Aviation navale

## Velivoli comparabili
Germania
- Arado Ar 231

 Giappone
- Yokosuka E14Y

 Regno Unito
- Parnall Peto